# 小米5X
小米5X（小米A1）是小米科技於2017年7月26日發表的智慧型手機。採用高通驍龍625處理器、5.5吋1920×1280 Full HD螢幕、4GB記憶體、32GB／64GB儲存空間、Android 7.1（A1版使用 Android One 7.1, 5X版使用 MIUI 8）；小米A1則採用高通驍龍625處理器、5.5吋1920×1280 Full HD螢幕、4GB記憶體、64GB儲存空間、Android 7.1 。
2017年8月1日，在中國大陸正式上市。
2017年9月5日，在印度舉行發佈會，小米手機5X重新命名小米A1。

## 外部連結
- （简体中文）小米手機5X中國大陸 （页面存档备份，存于）
- （繁體中文）小米A1台灣 （页面存档备份，存于）
- （繁體中文）小米A1香港 （页面存档备份，存于）